# Moe Meguro
Moe Meguro (jap. 目黒萌絵 Meguro Moe; ur. 20 listopada 1984 w Kushiro, na Hokkaido) – japońska curlerka, dwukrotna reprezentantka kraju na zimowych igrzyskach olimpijskich. Była kapitanem drużyny z Aomori Curling Club, dyscyplinę tę uprawia od 1995.
Dwukrotnie uczestniczyła jako skip w mistrzostwach świata juniorów, w 2005 zajęła 5. miejsce. Rok później zakwalifikowała się do fazy finałowej, gdzie przegrała dwa mecze i uplasowała się na 4. pozycji. W 2004 triumfowała w Mistrzostwach Pacyfiku. W 2006 wystąpiła na ZIO, Japonki zakończyły rywalizację na 7. miejscu. W tym samym roku wywalczyła brązowy medal Mistrzostw Strefy Pacyfiku 2006. Następnie zespół Meguro doszedł do małego finału Zimowej Uniwersjady 2007, gdzie w stosunku 7:6 pokonał szwedzki zespół Stiny Viktorsson.
W swoim pierwszym występie na MŚ zajęła średnie 8. miejsce. W 2008 drużyna Meguro wyrównała najlepszy rezultat Japonii na MŚ zajmując 4. miejsce. W tie-breaker pokonała Dunki (Angelina Jensen) 7:3, w dolnym meczu play-off wynikiem 6:4 pokonała Mirjam Ott. Półfinał przegrała 8:9 na rzecz Kanadyjek (Jennifer Jones), w małym finale Szwajcarki zrewanżowały się 9:7.
Po kilku miesiącach w nowym sezonie Japonki uplasowały się na 3. miejscu Mistrzostw Strefy Pacyfiku 2008 i nie pojechały na MŚ 2009. Rok później zdobyła srebrny medal, w finale zwyciężyła bezkonkurencyjna Wang Bingyu. Moe Meguro wystąpiła na Igrzyskach Olimpijskich 2010, reprezentacja pod jej przewodnictwem z bilansem 3 wygranych i 6 porażek zajęła 8. miejsce. Miesiąc później z 2 wygranymi i 9 przegranymi drużyna Meguro zajęła 11. miejsce mistrzostw świata.
W czerwcu 2010 Meguro ogłosiła zakończenie kariery sportowej.

## Wielki Szlem
| Turniej                | 2006/2007 | 2007/2008 | 2008/2009 | 2009/2010 |
| ---------------------- | --------- | --------- | --------- | --------- |
| Autumn Gold            | x         | x         | x         | x         |
| Manitoba Lotteries     | A         | A         | A         | A         |
| Wayden Transportation  | A         | A         | A         | —         |
| Sobeys Slam            | —         | A         | A         | —         |
| Players’ Championships | A         | A         | A         | A         |

| —  | = turniej nie odbył się                     |
| A  | = nie uczestniczyła                         |
| x  | = nie zakwalifikowała się do fazy finałowej |
| QF | = ćwierćfinał                               |
| SF | = półfinał                                  |
| F  | = finał                                     |
| W  | = zwycięstwo                                |

## Drużyna
|           | Czwarta       | Trzecia         | Druga           | Otwierająca     |
| --------- | ------------- | --------------- | --------------- | --------------- |
| 2009/2010 | Moe Meguro    | Anna Ōmiya      | Mari Motohashi  | Kotomi Ishizaki |
| 2007/2009 | Moe Meguro    | Mari Motohashi  | Mayo Yamaura    | Kotomi Ishizaki |
| 2006/2007 | Moe Meguro    | Mari Motohashi  | Sakurako Terada | Mayo Yamaura    |
| 2005/2006 | Ayumi Onodera | Yumie Hayashi   | Mari Motohashi  | Moe Meguro      |
| 2004/2005 | Yumie Hayashi | Ayumi Onodera   | Sakurako Terada | Moe Meguro      |
| 1999/2001 | Moe Meguro    | Sakurako Terada | Maya Meguro     | Miki Meguro     |